# Лісозахисна
Лісозахисна́ — пасажирський залізничний зупинний пункт Криворізької дирекції Придніпровської залізниці на лінії Кривий Ріг-Головний — Апостолове між станціями Кривий Ріг-Головний (6 км) та Незалежна (3,6 км). Розташований у Довгинцівському районі міста Кривого Рогу Дніпропетровської області. Поблизу зупинного пункту знаходиться Довгинцівський лісопитомник.

## Пасажирське сполучення
На платформі Лісозахисна зупиняються приміські електропоїзди Криворізького та Нікопольського напрямків.